# 格雷格·吉布森
格雷格·吉布森（英語：Greg Gibson，1953年11月20日—），美国男子摔跤运动员。他曾代表美国参加1984年夏季奥林匹克运动会摔跤比赛，获得男子古典式100公斤级银牌。